# Carl Hansen (giocatore di football americano)
Carl Hansen (Houston, 25 gennaio 1976) è un ex giocatore di football americano statunitense che ha militato nel ruolo di defensive end nella National Football League (NFL).

## Carriera
Hansen fu scelto nel corso del sesto giro (162º assoluto) del draft NFL 1998 dai Seattle Seahawks. Il 6 giugno firmò con la squadra ma fu spostato nella squadra di allenamento prima dell'inizio della stagione regolare. Nella stessa stagione passò ai New York Jets con cui disputò 5 partite nella sua unica stagione nella NFL. Nel 2001 giocò con i San Francisco Demons della XFL.